# 牛尾幸清
牛尾 幸清日本戰國時代的武將。尼子氏家臣。尼子十旗之一出雲國牛尾城主。幸清是諏訪神社神主家諏訪氏的傍流・中澤氏的末裔。原本為湯原氏出身，因此又有湯原次郎左衛門尉幸清之稱。

## 生涯
文明16年（1484年），與三刀屋氏、三澤氏等國人領主討伐尼子氏，攻擊月山富田城，將尼子清貞、尼子經久父子驅逐。但尼子經久在僅僅的三年後就將月山富田城奪回，繼而奪得整個出雲國的統治權。在經久統治的初期階段，牛尾氏便歸順尼子氏，成為被官。

### 經久時代
成為尼子經久的家老後，與佐世清宗、川副久盛等均為奉行眾，屢次在尼子氏發給的文書上連署。支配著出雲内大原郡牛尾莊等地區。
永正8年（1511年）大内義興上洛之際，追隨經久加入大内軍，參加與三好氏戰鬥的船岡山之戰。

### 晴久時代
天文9年（1540年）仕於尼子晴久，率30000大軍進攻安藝國吉田郡山城的毛利元就，正式與大內家決裂，但陷入長期戰後，敗於毛利元就。此次大戰許多家臣被大内方寢返，但幸清與其他尼子方重臣仍在月山富田城抵抗大内義隆的進攻。

### 義久時代
永祿5年（1562年）毛利氏進攻白鹿城，雖然派出嫡子牛尾久信擔任援軍，但白鹿城仍然淪陷。永祿8年（1565年）爆發第二次月山富田城之戰，與尼子義久一同籠城抵抗毛利軍，毛利軍採取包圍政策，斷絕城中糧食，尼子方戰意喪失，陸續有許多投降者。最後，幸清在嫡男久信勸說下降於毛利元就。之後消息不明。